# Алваро Гестидо
Алваро Антонио Гестидо Посе (Монтевидео, 17. мај 1907 — Санта Клара де Олимар, 18. јануар 1957) био је уругвајски фудбалер који је играо као везни играч уругвајске репрезентације. Играо је за Пењарол у клупском фудбалу од 1928. до 1941. године. За репрезентацију је одиграо 26 мечева, победио је на Светском првенству 1930. и на Летњим олимпијским играма 1928. године.
Рођен је у породици Антонија Гестида и Џозефине Посе, као млађи брат Оскара Дијега Гестида (био је председник Уругваја 1967. године), а супруга му је била Хацинта Саравиа Силвера.. Попут брата, Алваро је студирао у Војној школи где је желео да добије чин мајора и за чији је фудбалски тим играо у Универзитетској лиги, истовремено са каријером фудбалера Пењарола, клуба у којем је почео 1922. године, делујући у 4. дивизији. 1928. придружио се првом тиму Пењарола где је непрекидно играо до 28. децембра 1941, када се опростио од професионалног фудбала утакмицом против клуба Ривер Плејт из Аргентине. У необичном догађају 1944. године, када је тренер Пењарола због повреда остао без играча, позвао је Гестида, он је прихватио и одиграо две утакмице (против Водерерса и Ливерпула). Због тог става, Скупштина чланова Пењарола, именовала га је почасним партнером и витезом спорта.